# مهرجان بصرى الدولي
مهرجان بصرى الدولي مهرجان وتظاهرة فنية يقام في مدينة بصرى ألأثرية التابعة ل محافظة درعا في سوريا والتي تبعد عن مدينة دمشق حوالي 140 كم،
المهرجان عبارة عن تظاهرة فنية ثقافية سياحية وهو من المهرجانات السورية والعربية المتميزة، تشارك فيه فرق فلكلورية وفرق للرقص وفنانين وفنانات من سوريا ومن جميع دول العالم، تقام فعاليات وعروض مهرجان بصرى الدولي على مدرج بصرى الأثري والتي يعد من أكبر المدرجات الرومانية واجملها ويقع داخل قلعة بصرى.
كانت انطلاقة المهرجان الأولى في عام 1978 برعاية وزارة الثقافة السورية وحظي المهرجان بالكثير من الشهرة على المستوى الدولي ، وتقام النشاطات والاحتفالات في شهر ايلول / سبتمبر من كل عام، يحضر المهرجان جمهور كبير يقصد المدينة التاريخية من كل مكان حيث تسير رحلات يومية للقطار من دمشق إلى بصرى.